# Greg Kurstin

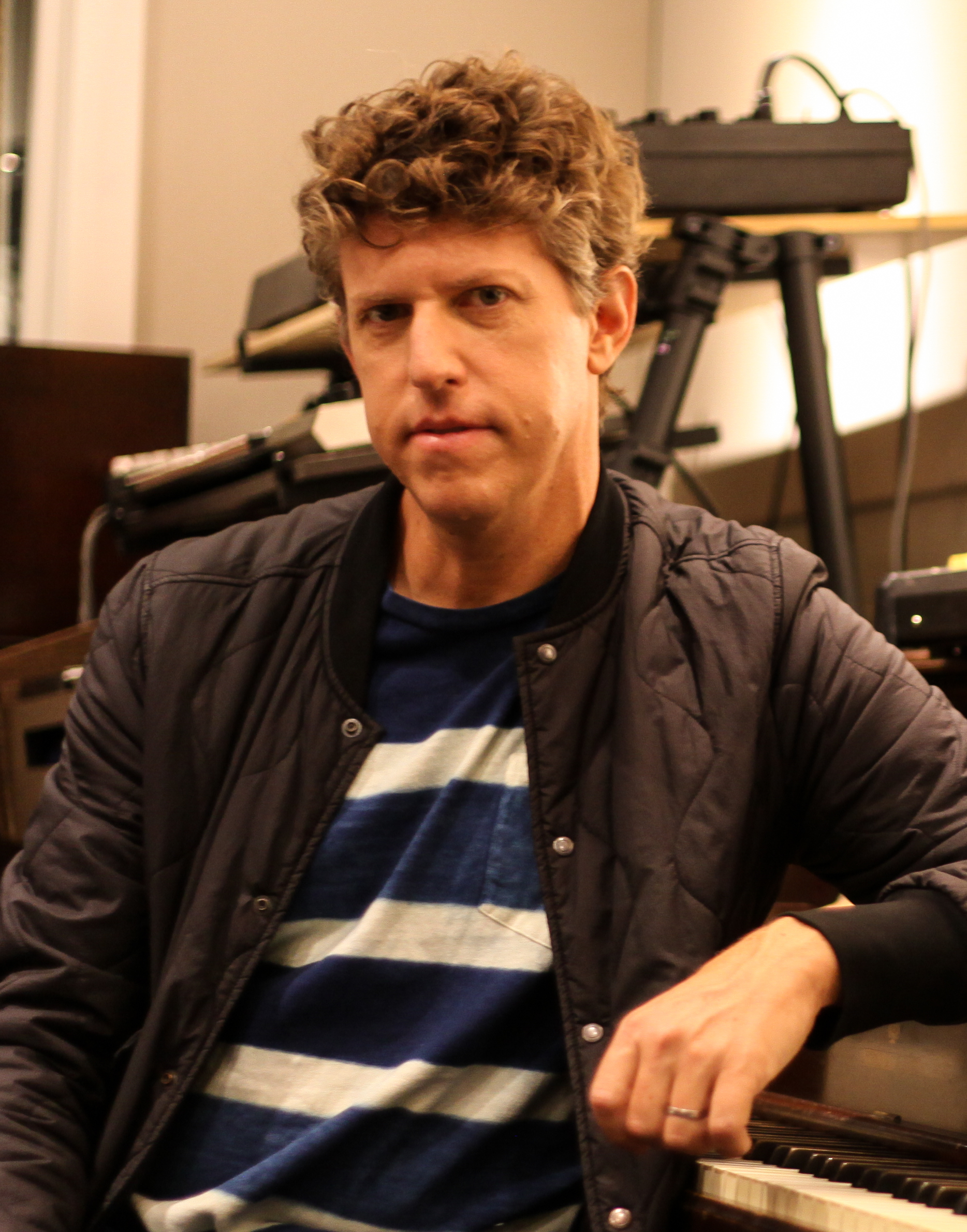
Greg Kurstin (2017)

Greg Kurstin (* 14. Mai 1969 in Los Angeles) ist ein US-amerikanischer Songschreiber, Produzent und Multiinstrumentalist. Seit Dezember 2006 bildet er zusammen mit Inara George das Trip-Hop-/Electro-Pop-Musik-Projekt The Bird and the Bee.

## Leben
Bereits als Kind spielte Kurstin auf dem Piano; dadurch gelang es ihm auch leichter weitere Instrumente (Orgel, Keyboards und Gitarre) zu erlernen. Während seiner High-School-Zeit spielte er in einigen Electric-Bands.
In New York studierte er Musik und wurde Schüler von Jaki Byard, der u. a. mit Charles Mingus zusammengearbeitet hatte. Daneben verbrachte Greg aber auch viel Zeit mit dem Spielen von Bossa Nova.
Nach Los Angeles zurückgekehrt, arbeitete er mit Beck und den Red Hot Chili Peppers zusammen, war Mitglied der Musikgruppe Geggy Tah, die von David Byrne einen Vertrag unter dem Talking-Heads-Label „Luako Bop“ erhielt und zwischen 1994 und 2001 drei Alben veröffentlichte.
Sein Solo-Album Action Figure Party (2001) nahm Greg Kurstin mit Künstlern wie Flea (Red Hot Chili Peppers), Sean Lennon, Jose Pasillas (Incubus) und Miho Hatori (Cibo Matto) auf, ergänzt auf einzelnen Songs durch Gabrial McNair (No Doubt), David Ralicke (Beck), Yogi Lonich (Buckcherry), Daniel Shulman (Garbage), Fima Ephron (Gil Scott-Heron), Mike Elizondo (Dr. Dre/Eminem). Yuval Gabay (Soul Coughing), Gary Novak (Chick Corea, Alanis Morissette), Brian Reitzell (Air/Redd Kross) und John Molo (Phil Lesh and Friends).
Des Weiteren komponierte und produzierte Kurstin verschiedene Songs unter anderem aus den Bereichen Pop, Rock und Hip-Hop.

## Diskografie

### AlsAction Figure Party
- 2001 – Action Figure Party (Bluethumb)

### Mit Geggy Tah
- 1994 – Grand Opening (Luaka Bop/Warner Bros.)
- 1996 – Sacred Cow (Luaka Bop)
- 2001 – Into the Oh (Virgin/Luaka Bop)

### Als Komponist und/oder Produzent
Merrick 
- 2001 – Drive Around a Lot Hard and Fast Driving Club (Orchard)
- 2001 – Merrick (Bryony)

Lily Allen
- 2009 – It’s Not Me, It’s You

Stardeath and White Dwards
- 2009 – The Birth

Sia
- 2009 – We Are Born
- 2014 – 1000 Forms of Fear

The Shins
- 2012 – Port of Morrow

Kelly Clarkson
- 2013 – Wrapped in Red

Tegan and Sara
- 2016 – Love You to Death

 Foo Fighters 
- 2017 – Concrete and Gold
- 2021 – Medicine at Midnight

Greta van Fleet
- 2021 – The Battle at Garden’s Gate

## Weitere Kompositionen und Produktionen (Auswahl)
- Jessica Simpson
- Stephanie McIntosh
- All Saints
- Sophie Ellis-Bextor
- Donna Summer
- Kylie Minogue
- Little Boots
- T-Pain
- Pink
- Rita Ora
- Ellie Goulding
- Lykke Li
- Take That
- Beck
- Adele
- Kelly Clarkson
- Jessie J
- John Newman
- Years & Years
- Niall Horan
- Kendrick Lamar
- Halsey
- Zayn
- Paul McCartney
- Sean Paul

## Filmografie
- 2002 – Laurel Canyon
- 2014 – Annie

## Auszeichnungen
Grammy Awards
- 2017: Aufnahme des Jahres für Hello von Adele
- 2017: Album des Jahres für 25 von Adele
- 2017: Song des Jahres für Hello von Adele
- 2017: Produzent des Jahres, nicht-klassische Musik
- 2018: Produzent des Jahres, nicht-klassische Musik
- 2019: Bestes Alternative-Album für Colors von Beck
- 2019: Bestabgemischtes nicht-klassisches Album für Colors von Beck
- 2021: Bestabgemischtes nicht-klassisches Album für Hyperspace von Beck